# Gillingham (Dorset)
Gillingham è un paese di 9 323 abitanti della contea del Dorset, in Inghilterra.